# Diocesi di Tagamuta
La diocesi di Tagamuta (in latino Dioecesis Thagamutensis) è una sede soppressa e sede titolare della Chiesa cattolica.

## Storia
Tagamuta, forse nella piana di Guemouda nell'odierna Tunisia, è un'antica sede episcopale della provincia romana di Bizacena.
Sono due i vescovi attribuiti con certezza a questa diocesi africana. Alla conferenza di Cartagine del 411, che vide riuniti assieme i vescovi cattolici e donatisti dell'Africa romana, prese parte il cattolico Milico; la sede non aveva in quell'occasione un vescovo donatista. Data la rarità del nome, è probabile che Milico sia da identificare con il vescovo omonimo, menzionato senza indicazione della sede di appartenenza tra i partecipanti al concilio della Bizacena celebrato il 24 febbraio 418. Il nome di Restituto figura al 19º posto nella lista dei vescovi della Bizacena convocati a Cartagine dal re vandalo Unerico nel 484; Restituto, come tutti gli altri vescovi cattolici africani, fu condannato all'esilio.
A questa diocesi veniva assegnato anche Lupiano, episcopus Thagamudensis, che sottoscrisse gli atti della prima sessione del concilio cartaginese il 13 agosto 397. L'edizione critica degli atti di questo concilio, pubblicata da Charles Munier, ha restituito la forma episcopus plebis Tambeitanae, opzione fatta propria da Mandouze nel suo studio prosopografico.
Dal 1989 Tagamuta è annoverata tra le sedi vescovili titolari della Chiesa cattolica; dal 25 gennaio 2017 il vescovo titolare è Jeffrey Robert Haines, vescovo ausiliare di Milwaukee.

## Cronotassi

### Vescovi residenti
- Lupiano ? † (menzionato nel 397)
- Milico † (prima del 411 - dopo il 418)
- Restituto † (menzionato nel 484)

### Vescovi titolari
- Joseph Vincent Sullivan † (4 marzo 1967 - 8 agosto 1974 nominato vescovo di Baton Rouge)
- Julio Parise Loro, C.S.I. † (5 ottobre 1974 - 5 ottobre 2010 deceduto)
- Júlio Endi Akamine, S.A.C. (4 maggio 2011 - 28 dicembre 2016 nominato arcivescovo di Sorocaba)
- Jeffrey Robert Haines, dal 25 gennaio 2017